# Fontenoy-sur-Moselle
Fontenoy-sur-Moselle település Franciaországban, Meurthe-et-Moselle megyében. Lakosainak száma 368 fő (2022. január 1.). Fontenoy-sur-Moselle Aingeray, Gondreville, Villey-Saint-Étienne és Bois-de-Haye községekkel határos.

## Népesség
A település népességének változása:
| Lakosok száma | 206  | 229  | 224  | 350  | 368  | 371  | 374  | 376  | 373  | 368  |
|               | 1968 | 1982 | 1990 | 2006 | 2013 | 2015 | 2017 | 2019 | 2020 | 2022 |